# Новоселицкий район (Черновицкая область)
Новосе́лицкий райо́н (укр. Новоселицький район) — упразднённая административная единица Черновицкой области Украины. Административный центр — город Новоселица.

## Население
Большинство населения района составляли молдаване. По данным всеукраинской переписи населения 2001 года в населении города присутствовали следующие этнические группы:
- молдаване — 57,5 %
- украинцы — 34,0 %
- румыны — 6,8 %
- русские — 1,4 %[3].

## История
Образован в 1940 году. В ходе административно-территориальной реформы в Украине, в 2020 году район был упразднён, его территория вошла в состав Днестровского и Черновицкого районов. На территории района были сформированы Боянская, Ванчиковецкая, Магальская, Мамалыговская и Новоселицкая территориальные общины. Территория Топоровского сельского совета вошла в состав Топоровской сельской общины, а Черновского — в состав Черновицкой городской общины.